# August Chapdelaine
Św. August Chapdelaine (chiń. 马赖; pinyin Mǎ Lài; ur. 6 stycznia 1814 w La Rochelle – zm. 29 lutego 1856 w Xilin, Kuangsi) – święty Kościoła katolickiego, misjonarz, męczennik.

## Życiorys
August Chapdelaine był najmłodszym z dziewięciorga dzieci Nicolasa Chapdelaine i Madeline Dodeman. W młodości pracował na rodzinnej farmie. Wcześnie poczuł powołanie do kapłaństwa, ale jego rodzina była temu przeciwna. Pomimo to wstąpił do niższego seminarium duchownego w Mortain 1 października 1834 r. Święcenia kapłańskie przyjął 10 czerwca 1843 r. Po otrzymaniu zgody od biskupa wstąpił do Francuskiego Stowarzyszenia Misji Zagranicznych (Missions Étrangères de Paris).
W 1852 r. udał się do Chin, gdzie został wysłany jako misjonarz do Kuangsi. Nie dotarł jednak do miejsca przeznaczenia, ponieważ po drodze został obrabowany przez bandytów. W związku z tym zmienił trasę i przez Guangzhou dotarł do Guiyang. Uczył się tam lokalnego chińskiego. Rozpoczął pracę misjonarza, ale doniesiono o tym miejscowym władzom. Został zatrzymany i na krótko uwięziony. W końcu 1854 r. przybył do Kuangsi. W 1856 r. wrócił do Xilin w Kuangsi, ale prześladowania rozpoczęły się na nowo. 26 lutego 1856 r. został zatrzymany, a następnie poddany torturom. Zmarł w nocy, a następnego dnia ścięto jego ciało na przestrogę ludziom. Jego męczeństwo było pretekstem do przyłączenia się Francji do II wojny opiumowej przeciwko dynastii Qing. W tym samym czasie w Xilin stracono również św. Agnieszkę Cao Guiying i św. Wawrzyńca Bai Xiaoman.

## Dzień wspomnienia
9 lipca w grupie 120 męczenników chińskich

## Proces beatyfikacyjny i kanonizacyjny
Został beatyfikowany 27 maja 1900 r. przez Leona XIII. Kanonizowany w grupie 120 męczenników chińskich 1 października 2000 r. przez Jana Pawła II.